# 1845 en Grèce
Chronologie de la Grèce
- 1841
- 1842
- 1843
- 1844
- 1845
- 1846
- 1847
- 1848
- 1849

Cette page concerne les évènements survenus en 1845 en Grèce  :

## Événement
- Recensement de la Grèce

## Création
- Académie navale hellénique
- Nomes de Phthiotide et Phocide (el)

## Naissance
- Konstantínos Argyrópoulos (el), personnalité politique.
- Nikólaos Deligiánnis, personnalité politique et Premier-ministre.
- Ioánnis Eftaxías (el), écrivain.
- Ioánnis Fokianós (el), gymnaste.
- Iosíf Kaísaris (el), musicien.
- Frideríkos K. Karrér (el), personnalité politique et écrivain.
- Kostis Mitsotakis (el), avocat, personnalité politique, député (Crète) et propriétaire de presse.
- Spyrídon Vasileiádis (el), écrivain.
- Ioánnis Zacharías, peintre.

## Décès
- Vasílis Goúdas (el), combattant pour l'indépendance.
- Andréas Lóndos, combattant pour l'indépendance et personnalité politique.
- Chrýsanthos Sisínis (el), personnalité politique.